# メイカさんは押しころせない
『メイカさんは押しころせない』（メイカさんはおしころせない）は、佐藤ショーキによる日本の漫画作品。『週刊少年チャンピオン』（秋田書店）にて読み切りを掲載後、SNSでの発表を経て連載化された、作者の佐藤にとって連載デビューとなる作品である。
『週刊少年チャンピオン』では2020年8号から2022年52号まで連載され、2022年12月より『マンガクロス』（同）へ移籍し2023年4月まで毎月第1〜第3木曜日に新作が発表された。全153話。
男子高校生の晃汰と、とある理由で晃汰の家にメイドとして住み込みで働く、同級生で女子高生のメイカを軸とした「メイドコメディ」作品である。

## 沿革
作者の佐藤は『週刊少年チャンピオン』2018年41号に『メイドでメイトのメイカさん』のタイトルで計12ページの読み切りを掲載。
その後作者である佐藤のTwitterアカウントでの投稿や、同人誌としてコミティア等での頒布を経て、2019年8月に、ニコニコ静画において『自分の気持ちを押し殺せてないメイドさんの漫画』のタイトルで、Web上での連載を開始。7話までの合計で220万回以上再生され、ニコニコ漫画ユーザーマンガ部門年間ランキングBEST100で、2019年、2020年と2年連続で10位を獲得した。『週刊少年チャンピオン』2020年8号より『メイカさんは押しころせない』のタイトルで連載を開始。チャンピオン本誌での連載開始後も、ニコニコ静画での連載は継続されている。
単行本第1巻発売時には、秋田書店による第1巻発売記念のPV動画がYouTubeにて公開され、九条メイカ役を声優のゆかなが演じた。

## あらすじ
少しズボラで頼りない男子高校生・高代晃汰。彼の家にはクラスメイトで女子高生の九条芽衣香（メイカ）が住み込みで働き、メイドとして身の回りのお世話をしている。いつもだらしない晃汰に対し、メイカは時に厳しく接しながらも、ふとした瞬間に晃汰に対する内に秘めた想いが、押しころせずに表に出てしまうこともあり、困惑しつつも二人きりで過ごす毎日。家では主人とメイド、学校では単なる同級生。そんな晃汰とメイカの秘密で微妙な関係は、周りの友人たちも巻き込みつつ、少しずつ変化を迎えることとなる。

## 登場人物

### 主人公とヒロイン
高代 晃汰（たかしろ こうた）
本作の主人公。男子高校生。1年B組 → 2年A組所属 → のち大学生。だらしなくてやや間の抜けた性格で、いつもメイカを怒らせている。ゲーム好きだが腕前はあまり上手くない。母は既に病没し、父は単身赴任中かつ仕事が多忙なため作中一度も登場せず（一度だけ、最終話で後ろ姿が描かれたのみ）、メイカが来るまでは一人暮らしであった。メイカとは幼少期に交流のあった幼馴染だが、高代家が引っ越したこともあって小学校と中学校は別々であった。高校を卒業後は実家を離れ近くのアパートで一人暮らしをしながら地元の大学に通っている。
九条 芽衣香（くじょう メイカ）
本作のヒロインおよびもう一人の主人公。女子高生。1年B組 → 2年A組所属 → のち大学生。高校入学と同時に晃汰が一人で暮らしていた高代家に押しかけ、メイドとして住み込みで働き始めた。主人である晃汰に明確な好意を抱くが、メイドとしての立場もあってかなかなかハッキリと伝えることはできない。家事全般完璧で晃汰からは非常に頼りにされている。学校ではクラス委員も務める。高校3年生になる前に晃汰と正式に交際するようになってからはメイドはやめ、それからは晃汰と同棲という形で一緒に暮らしていた。高校を卒業後も晃汰とは恋人同士の関係は続けているが、実家に戻る。

### クラスメイトたち
岡 都子（おか みやこ）
メイカの友人。1年B組→2年A組所属。メイカをはじめとして周囲からは「岡さん」と呼ばれるが、ルーシーからは名前の「ミヤコ」で呼ばれる。部活動はバスケットボール部に所属し、2年の夏休みからは新キャプテンに就任。
メイカがメイドとして晃汰と共に暮らすことを知る数少ないクラスメイトである。高校入学間もない時期にたまたま高代家の前を通りかかった際、メイド服姿で洗濯物を干していたメイカを目撃したことで、その秘密を知ることとなった。そうした経緯もあって、メイカの立場の理解者として、晃汰との関係についても相談に乗ることも多い。
ルーシー・グランベリー
メイカの友人。1年B組→2年A組所属。イギリスからの外国人留学生。かなり癖のある日本語を話すが、アルコールが入ったり気持ちが昂ったりすると、急に日本語が流暢になることがある。日本のオタク文化のマニアを自称するが、盛大な誤解のある認識や、エロゲーなど妙に偏りがある方面の知識が多い。日々の言動も破天荒な一面が目立ち、度々メイカたちを振り回している。都子との会話の中で（都子がうっかり口を滑らせたことにより）メイカが晃汰のメイドであることを知る数少ないクラスメイトとなった。高校を卒業後も日本に留まり、大倉とルームシェアしながら暮らしている。
丸子 瑞樹（まるこ みずき）
メイカの友人。1年B組 → 2年A組所属。小柄な女子生徒。前髪を上げおでこを出した髪型がトレードマークで、性格も活発的、戸越とは小中高一緒の幼馴染で腐れ縁であり「トゴチン」「マル」と呼び合い異性として意識するような一幕も頻繁に見せるものの、お互い全く素直になれないのが災いしてか結局喧嘩になる展開が常である。京都への修学旅行を経て、戸越と付き合うことになった。卒業後も関係は続いている。
戸越 瑛（とごし）
晃汰の友人。2年A組所属。丸子とは幼馴染だが、丸子のことは腐れ縁な関係で意識はしていなかった（むしろ「お子ちゃま体形」なため興味はなかった）が、修学旅行で丸子の本当の気持ちに気づき、それを受け入れた。
小山（こやま）
晃汰の友人。2年A組所属。戸越、小杉とともに、よく4人で行動している。主にクラスメイトの女子生徒に関する性的なトークや、異性関係に関する話題の発端となることが多く、他3人を妙に納得させている。
小杉（こすぎ）
晃汰の友人。2年A組所属。大柄な体格。戸越、小山とともに、よく4人で行動している。
津田沼 麻美（つだぬま あさみ）
2年A組所属。常に棒付きキャンディを舐め、派手なファッションが目立つ、やや不良気味のギャル。文化祭の準備活動においても常に作業をサボりがちで、クラス内で浮いていた。その後説得に来た晃汰の説得を受けた際に、完全な勘違いから晃汰に口説かれたと思い込んだのが発端となり、徐々に晃汰への関心と、それとない好意を寄せるようになる。その後も嫉妬するメイカを翻弄しつつ、晃汰に対してアプローチをかけ続けたが、いざ文化祭本番を一緒に回ろうと晃汰を誘いに向かった先で、一緒に本番に回る約束を先に成立させる格好となった晃汰とメイカが、楽しそうに打ち合わせする姿を目撃。全てを察してその場を離れ、結局自ら身を引いた。
美術部だったが1年生の最初ですぐに辞めている。準備活動に参加して以降は、得意の美術を生かして、デザイン面で著しい活躍を見せてクラス内に溶け込み、またメイカたちともすっかり打ち解けて、一緒に行動する場面が増えている。晃汰に関しても、メイカには配慮しつつ「しばらく様子見」と発言するなど、完全に諦めたわけではない様子も見せている。高校を卒業後は美容師を目指して修行中。
姉は同じ学校の生徒会長で、「お姉」と呼ぶ（名前は不明）。麻美よりは小柄。
長原 未来（ながはら みく）
2年A組所属。ショートカットヘアに細目が特徴。空手部に所属する。メイカと丸子と勉強会を行った際、同じ道場に通っていた幼馴染で、別の高校に通う一つ年上（高校3年生）の彼氏の存在が判明する。
大倉 亜希子（おおくら あきこ）
2年A組所属。美術部に所属。「ジェロニモ倉田」のペンネームで活動する女子高生漫画家という、もう一つの顔も持つ。美術部を辞めた麻美とは交流がある。高校を卒業後に連載が決まり、プロの作家としてデビューした。
妙蓮寺 みより（みょうれんじ みより）
2年C組所属。典型的な名家のお嬢様。高校を卒業後は咲良と二人で家を出て高代家を借りて暮らしている。
咲良（さくら）
2年C組所属。みよりの専属メイドの男子生徒。一見すると中性的な見た目で、メイカも初対面では男と判別できずにいた。咲良家自体が代々メイドとして、妙蓮寺家に仕える家業ということもあって、物心ついたころからみよりの世話をしており、人前であろうと命じられるがまま、みよりの膝の皿付近に忠誠のキスを連発し、また「お嬢様以外の人間には興味がない」と公然と発言するなど、みよりへの忠誠心は相当に高い。
最も学校生活においては、あくまでただの同級生という方針の下「咲良くん」「みよりさん」と、フレンドリーに接し合う一般的な学友関係であり、またメイドとして奉仕中であっても、みよりに勉強をサボる等の怠慢があれば一転して厳しい態度で臨むなど、必ずしも絶対的な主従関係に支配されているというわけではない。

### 主人公とヒロインの家族
九条 理恵（くじょう りえ）
メイカの母親。晃汰の母・美奈絵とは学生時代の友人であり、美奈絵の死去後も晃汰を「晃ちゃん」と呼び、何かと気にかけている。職業はミステリー作家だが、最近は下火のため恋愛小説で一発当ててやろうかと目論んでいる様子。娘二人と違いかなり自由奔放な性格で、よくメイカと晃汰の仲を、下ネタも交えつつからかう。
九条 栞（くじょう しおり）
メイカの妹。吹奏楽部に所属する女子中学生。礼儀正しく無表情で大人しそうな印象を持つ。高代家を訪れた際には、自らドローンを操縦し、二人の日常を秘密裏に監視を行うなどのスキルの高さも見せる。あまり態度には出さないが姉メイカに内心かなり懐いており、実家を離れ晃汰と二人で暮らしていることを快く思っていない。さらには監視の結果から晃汰がメイカに強引にメイド服を着させてセクハラしていると誤解し、晃汰を「ダメ男のド変態で人間のクズ」だと断定するに至り、激しく敵対視することとなる。
高代 美奈絵（たかしろ みなえ）
故人。晃汰の母親。メイカの母・理恵とは元々友人であり、偶然近所に住んでいたところを久々に再会したことで、幼い晃汰とメイカが出会うきっかけともなった。また共に出かけた先で、崖から転落し水難事故に遭ったメイカを救助して生還させたことで、メイカからは命の恩人と強く慕われることとなる。美奈絵が病気で他界した後も、メイカは当時の恩義を持ち続けており、メイドとして息子である晃汰のお世話をすることは、美奈絵への最大限の恩返しとしての側面もまた強いものがある。

## 書誌情報
- 佐藤ショーキ『メイカさんは押しころせない』秋田書店〈少年チャンピオンコミックス〉、全12巻
  1. 2020年7月8日発売[15][16]、ISBN 978-4-253-22941-8
  2. 2020年11月6日発売[17]、ISBN 978-4-253-22942-5
  3. 2021年3月8日発売[18]、ISBN 978-4-253-22943-2
  4. 2021年6月8日発売[19]、ISBN 978-4-253-22944-9
  5. 2021年8月6日発売[20]、ISBN 978-4-253-22945-6
  6. 2021年11月8日発売[21]、ISBN 978-4-253-22946-3
  7. 2022年2月8日発売[22]、ISBN 978-4-253-22947-0
  8. 2022年5月6日発売[23]、ISBN 978-4-253-22948-7
  9. 2022年9月8日発売[24]、ISBN 978-4-253-22949-4
  10. 2022年12月8日発売[25]、ISBN 978-4-253-22950-0
  11. 2023年3月8日発売[26]、ISBN 978-4-253-29431-7
  12. 2023年7月6日発売[27]、ISBN 978-4-253-29432-4